# 溫莎結
温莎结，又称全温莎结（或误称为双温莎结），得名于英国温莎公爵，是一种领带的打法。温莎结与其他常见的领带结一样呈三角形，领带宽的一端垂在窄的一端前面。温莎结比大多数常见的领带结都要宽，虽然不是十分对称，但平衡性比常见的四手结更强。温莎结的宽度使其特别适合与宽领衬衫或镂空领搭配使用。